# 上海浦江海关
上海浦江海关是位于中國上海市虹口區长阳路235号的一個海關機構。
1986年6月11日，浦江海关成立，這一海關主要与航运有关。1998年（一說2000年），浦江海关入驻上海航运交易所辦理業務。